# 기독론 (조직신학)
기독론(Doctrine of Christ, Christology)이란 기독교 조직신학의 한 영역으로 신인(God-Man)이신 예수 그리스도의 인격과 그 사역을 중심한 신학적 논의를 말한다. 그리스도론 혹은 기독론은 기독교 신앙 전반에 걸쳐 있다. 따라서 기독론은 신학 체계의 가장 기본적 위치에 놓여 있다. 신학사와 그리스도 사상사는 기독론을 중심으로 전개되어 왔다. 기독론에서 다루는 주제들은 그리스도의 품위와 그리스도의 사역으로 나눈다. 전자는 주로 그리스도의 명칭, 성질, 신분을 다루며 후자에서는 그리스도의 직책과 속죄를 다룬다. 오스카 쿨만은 신론이 하나님을 연구의 대상으로 삼는다면 기독론은 그리스도의 인격과 사역을 연구의 대상으로 삼는다고 한다. 기독론을 연구 방법하는 방법으로 현대 신학자들이 여러 관점을 주장하고 있다. 고전적인 방법으로 위로부터 그리스도를 논하는 방식이고 이와는 반대로 아래로 부터 접근하는 방식이다. 전자는 그리스도의 선재를 근거로 창조와 구원의 구주를 강조하고, 후자는 인간 예수의 역사적 모습을 묘사하는데 강조점을 보여주고 있다. 이런 모든 방식들은 결국 성경적 역사적 총체적 방법으로 이끈다. 성경에서 말하는 그리스도와 역사적 문헌적 신학적 방식의 통합적 유기적 방식이 보다 정확한 그리스도를 묘사할 수 있다. 그것은 공관복음 및 바울서신과 구약에서 묘사된 그리스도에 근거하여 교회사에서 정통적 교리로 승인된 내용들의 종합적인 접근을 통하여 유기적으로 예수 그리스도  주 하나님에 대한 창조적 구원론적 역사적 관점을 풍부하게 전달한다. 기독론은 그리스도 중심적 신학과는 공통점과 차이점을 갖는다. 신학의 중심으로 그리스도를 보는 점에서 공유하지만 오직 본문과 신학적 내용을 다루는 방식과 범위에서 차별성이 있다고 평가한다.

## 기독론이 다루는 주제들
루이스 벌코프와 같은 신학자는 그의 조직신학 책에서 위격, 신분(비하, 승귀), 직분(선지자, 제사장, 왕직)의 구조로 설명한다. 이것을 좀더 풀어서 제시하면 기독론의 주제들은 다음과 같다.
- 기독론 연구방법과 기독론의 역사와 종교회의

- 성경과 그리스도(선재와 창조, 구속, 재림)

- 기독론의 이단들

- 그리스도의 명칭과 본질(성질, nature, 신성과 인성)

- 그리스도의 신분, 비하, 승귀

- 그리스도의 사역- 3중직, (그리스도의 속죄), 왕직

## 조직신학에서 기독론의 위치
기독론이란 무엇인가? 그리스도의 인격과 사역을 다루는 학문이다. 조직신학에서 기독론의 위치는 신론과 인간론 뒤에 구원론(성령론)의 앞 사이에 위치한다. 하나님의 창조와 인간의 타락과 그리스도의 구속과 성령님에 의한 구속의 적용으로 조직신학은 전개된다. 인간론의 마지막은 언약의 중보자인 예수 그리스도를 다룬다. 그러므로 인간론은 그리스도가 누구라는 분 즉 우리의 중보자 하나님이신 것을 가르친다. 하나님과 죄인의 사이의 사다리이신 주님을 다루며 대속도 다룬다.

## 역사적 문헌들
실제로 존재한 예수의 역사성에 대한 자료들 역사적 증거들
예수 그리스도에 관한 놀랄만하게 많은 정보가 중요한 역사적 증거들의 일부는 다음과 같다. 특별히 로마 역사가들의 기록은 명확한 증거를 보여준다.
사마리아인 역사가 탈로스(그리스어: Θαλλός)가 52년에 쓴 기록의 단편들이 3세기 역사가인 율리우스 아프리카누스(라틴어: Sextus Julius Africanus)와 같은 학자들에 의해 인용되었다. 그리스도가 죽울 때 일식(日蝕)이 있었다는데, 그 때는 보름달이었기 때문에 일식이 있을 수 없는 때였다고 증언했다.
On the whole world there pressed a most fearful darkness; and the rocks were rent by an earthquake, and many places in Judea and other districts were thrown down. This darkness Thallus, in the third book of his History, calls, as appears to me without reason, an eclipse of the sun.” (Julius Africanus, Chronography, 18:1)

타키투스(라틴어: Publius Cornelius Tacitus, 56년 - 117년)는 고대 로마의 역사가들 중의 한 명으로 간주되며,  A.D.112년에 이시아 총독이었으며 80-84년까지 브리타니아 속주의 총독을 지낸 율리우스 아그리콜라의 사위였다. 그는 티베리우스(Tiberius)의 통치기간 동안 폰티우스 필라투스 밑에서 고통 받는 사람들을, 미신을 믿는 ‘기독교인들’(‘Christians’는 라틴어인 ‘Christus’로부터 유래)이라고 언급하였다. 그는 네로 황제에 관한 기록에서 본디오 빌라도에게 처형된 그리스도의 죽음과 로마에서의 그리스도인들의 죽음에 대해 언급하고 있다. Annals 15.44). 네로황제 당시 교회 박해에 대해 언급된 역사문서이다. 초기 기독교에 대한 로마 지식인들의 인식을 볼 수 있다.
서기 64년에 일어난 9일간의 화재는 인간적인 어떤 노력도, 황제의 어떤 하사품도, 어떤 속죄의 제사도 화재가 네로황제의 명령에 따른 것이라는 (헛)소문을 가라앉힐 수 없었다. 이 소문을 종식시키기 위해 네로는 반(反)종교적 성향으로 미움받던 이들을 기술적으로 고문할 것을 명령했다. 그들은 일반적으로 그리스도인(Chritianus)들이라고 불리었다. 그 이름은 티베리우스 황제 시대에 본시오 빌라도 총독이 처형한 그리스도한테서 비롯되었다. 당시에 처벌되었던 그 사악한 미신은 유대만 아니라 로마(제국)에서까지 다시 파고 들어와 더럽고 사악한 것을 퍼트리며 자발적인 동료들을 얻어냈다.

플라비우스 요세푸스(라틴어: Flavius Josephus, A.D. 37년~ 100년 경)는 가장 유명한 유대인 출신의 정치가이며 역사가이다. 기원후 66년에 발발한 유대 로마 전쟁에서 유대군을 지휘하여 로마군에 맞섰으나, 로마군의 포로가 된 뒤 투항하여 정보를 제공해 주고 베스파시아누스 황제의 배려로 풀려나 로마 시민이 되었다. 플라비우스 요세푸스라는 이름은 새로 로마 시민이 된 이들에게 적용되는 관례에 따라 보호자인 베스파시아누스 황제의 가문을 이름을 따 '플라비우스'를 가문이름(nomen)으로 삼은 것으로 보인다. 그의 저서 고대사(Antiquities)에서, 야고보를 ‘그리스도라고 불렸던 예수의 형제’로 언급합니다. 그 중에는 논란이 많은 구절(18:3)도 있다. “예수라는 사람이 있었는데(그를 사람으로 부르는 것이 합법적이라면) 지혜로운 사람이었다. 그가 놀라운 축제들을 있게 한 사람이었다. 그는 그리스도였다. 경건한 예언자들이 이것들과 그에 관해 일만가지의 다른 놀라운 일들을 미리 예언했던 대로 그는 삼 일째에 다시 살아나 그들에게 나타났다.” 다른 번역서에는 다음과 같이 쓰여있다. “그 당시 예수라 불리는 지혜로운 자가 있었다. 그의 행위는 선했고 고결하신 분으로 알려졌다. 많은 유대인들과 다른 나라들에서 온 사람들이 그의 제자가 되었다. 빌라도가 예수를 십자가 형에 처해 죽게 하였다. 그러나 그의 제자가 되었던 사람들은 제자의 신분을 저버리지 않았다. 그가 십자가형에 처해진 지 삼일 후에 그들에게 나타났고 그는 살아있었다고 그들은 보고하였다. 따라서 그는 아마도 예언자들이 경이롭다고 말하였던 구세주였을지도 모른다.”
마라 바 세라피언(Mara bar Serapion (Classical Syriac: ܡܪܐ ܒܪ ܣܪܦܝܘܢ) A.D. 73년 경에 기록되었는데, 영국박물관에 사본이 보존되어있다. 이 저자인 아버지는 그의 아들(Serapion) 에게 편지(Mara Bar-Serapion's letter)를 보냈는데  그 요지는 의인을 박해하면 화를 입는다는 것. 소크라테스를 처형한 아덴시민은 기근과 질병에 화를 입었고 피타고라스(Pythagoras)를 화형한 싸모아인들은 모래속에 파묻히고, 예수님을 죽인 유태인들에게는 패망과 추방이 뒤따랐다는 요지가 기록되었다.
플레곤(Phlegon of Tralles,80-14, Φλέγων ὁ Τραλλιανός ) 하드리안 황제시대에 그리스 작가이며 2세기 까지 살았다. 올핌픽(Olympiads)은 그의 주된 작품이다. 그가 예수를 언급한 내용이 알렉산드리아의 오리게네스(Ὀριγενες, 185년 경 - 254년 경))의 작품에 나온다. 오리게네스는 켈수스에 대항하여( Against Celsus ) (제 2권, 14장)에서 플레곤이 그의 연대기에서 예수를 언급하고 있다고 썼다. 미래의 사건을 아는 지식을 예수께 돌렸을 뿐만 아니라(마치 그들이 예수를 언급한 것처럼 베드로를 언급한 것들에 대해 혼동에 빠지긴 했지만) 그 결과가 그의 예측과 일치했음을 증언했다. 그는 티베리우스( Tiberius )의 통치 기간 동안 지진이 동반된 일식에 대한 플레곤(Phlegon)의 설명을 언급했다. 큰 일식이 있었고 낮 여섯시[즉, 정오]에 밤이 되어 별들이 하늘에 나타났습니다. 비티니아에 큰 지진이 있었고, 니케아에서 많은 일들이 뒤집어졌다.
수에토니우스(라틴어: Gaius Suetonius Tranquillus A.D. 120)는 로마 역사가이며 하드리아누스 황제의 수석 장관이었다. 그는 황제 네로가 '방화광'(arsonist)이라고 비난하였다. 로마 대화재 사건을 언급할때 그리스도와 그리스도인이라는 용어를 사용하고 있다.
“Because the Jews at Rome caused constant disturbances at the instigation of Chrestus (Christ), he (Claudius) expelled them from the city (Rome).” (Life of Claudius, 25:4)
“Nero inflicted punishment on the Christians, a sect given to a new and mischievous religious belief.” (Lives of the Caesars, 26.2)

비티니아의 총독인 소 플리니우스(라틴어: Gaius Plinius Caecilius Secundus, 61-113)는 Letters 10:96에서, 기독교인들이 예수님을 하나님으로서 경배하였으며 매우 윤리적이었다는 사실을 포함해 초기 기독교 예배 관습을 기록하였고, 애찬식과 성찬례를 언급하였다.
루시안(Luciian) 2세기 예술가로서 그리스도를 언급한다.
유대인 탈무드(Jewish Talmud (400-700AD))의 (산헤드린 43a)는 예수의 십자가형이 유월절 전날 이루어졌다는 것과 그리스도에 대한 혐의는 술법을 쓰고 유대인들의 배교를 고무시킨 것이라 확인시켜준다.
“Jesus practiced magic and led Israel astray” (b. Sanhedrin 43a; cf. t. Shabbat 11.15; b. Shabbat 104b)
“Rabbi Hisda (d. 309) said that Rabbi Jeremiah bar Abba said, ‘What is that which is written, ‘No evil will befall you, nor shall any plague come near your house’? (Psalm 91:10)… ‘No evil will befall you’ (means) that evil dreams and evil thoughts will not tempt you; ‘nor shall any plague come near your house’ (means) that you will not have a son or a disciple who burns his food like Jesus of Nazareth.” (b. Sanhedrin 103a; cf. b. Berakhot 17b)

사모사타의 루시안(Lucian of Samosata, 115-200)은 예수님께서 기독교인들에 의해 경배를 받았고, 새로운 가르침을 소개하였으며, 또 그들을 위해 십자가에 처형되셨다는 것을 인정한 서기 2세기 때의 그리스 작가였다. 그는 예수님의 가르침이 믿는 자들간의 형제애, 개종의 중요성, 그리고 다른 신들을 부인하는 것의 중요성을 포함하고 있었다고 말하였다. 기독교인들은 예수님의 규율들에 따라 살았고, 자신들이 불멸한다고 믿었으며, 죽음에 대한 경멸, 자발적인 헌신, 그리고 재물을 세상적으로 경멸하고, 공동의 재산으로 간주한 사람들로 특징되었다고 그는 말하였다.
“The Christians, you know, worship a man to this day—the distinguished personage who introduced their novel rites, and was crucified on that account….You see, these misguided creatures start with the general conviction that they are immortal for all time, which explains the contempt of death and voluntary self-devotion which are so common among them; and then it was impressed on them by their original lawgiver that they are all brothers, from the moment that they are converted, and deny the gods of Greece, and worship the crucified sage, and live after his laws. All this they take quite on faith, with the result that they despise all worldly goods alike, regarding them merely as common property.” (Lucian, The Death of Peregrine. 11-13)

영지주의적인 글들(진리의 복음, 요한의 외경, 도마 복음, 부활에 관한 논문 등 (The Gospel of Truth, The Apocryphon of John, The Gospel of Thomas, The Treatise on Resurrection, etc.)을 가지고 있는데 이 모두가 예수님을 언급하고 있다.
사실, 초기 비기독교적 자료들만으로도 우리는 거의 복음을 재구성할 수 있다. 예수는 그리스도로 불렸고(요세푸스), 본디오 빌라도에게 (타시투스) 유월절 날 매달려 죽었으나(바빌론 탈무드), 보름달인데 일식이 있었고 (탈루스), 삼일만에 다시 살아나 구세주가 되었고(요세푸스), 그의 제자들은 그를 하나님으로 경배하면서(플라이니 더 영거) 믿었다.
세속적 그리고 성경적 역사 모두에서 예수 그리스도의 존재에 대한 너무나도 엄청난 증거가 있다. 아마 예수님께서 존재하셨다는 가장 큰 증거는 1세기 때, 열두 사도들을 포함한 문자 그대로 수천 명의 그리스도인들이 예수 그리스도를 위해 자신들의 목숨들을 기꺼이 바쳐 순교했다는 것이다. 이런 자료들이나 성경의 역사적 자료 양쪽 모두에서 이런 사실을 풍성하게 찾아 볼 수 있습니다. 사람들은 자신들이 진실이라 믿는 것을 위해 죽을 수는 있으나, 아무도 자신들이 거짓인 줄 아는 것을 위해 죽지는 않을 것이다.

## 신학의 역사와 기독론
시대마다 신학은 세상의 문화 그리고 철학 사상에 의해서 큰 영향을 받았고, 반대로 윤리와 문화 그리고 정치 등 많은 영역에 큰 영향을 주기도 하였다. 

### 초대 교회의 신학- 성부와 성자의 동일본질
초대교회의 신학은 속사도 교부들과 변증가들의 문헌에서 그들이 주장하는 중심 교리와 신학 방법을 찾아 볼 수 있다. 그들의 신학적 주제는 예수 그리스도가 인간의 구주이며, 구약과 사도들의 가르침에 근거한 기독교의 참된 주체성을 변호하는 데 있었다. 초기 교부들의 시대에는 교회의 형태가 오늘날처럼 나타나고, 거기에 따른 교리가 형성되기 시작했다. 이 과정에서 많은 이단적인 교리와의 논쟁을 통하여 건전한 성경적인 전통들이 체계화되기 시작하였다. 물론 당시의 교부들은 철학을 사용하여 기독교의 진리를 정교하게 체계적으로 진술하였다. 예를 들면, 클레멘트와 오리게네스는 필로를 통하여 플라톤의 이원론 사상을 신학의 방법과 성경 해석에 도입했고 터툴리안은 스토아 철학을, 후에 어거스틴은 신플라톤 철학을 이용하여 기독교의 신학을 발전시켰다. 이때로부터 본격적 헬라의 철학과 라틴 사상이 기독교 신학 형성에 영향을 주었다. 기독교는 니케아 공의회와 칼케돈 공의회를 통하여 기독론을 정립하였다.

### 서방교회와 중세 신학, 교회와 교황
서부 유럽지역의 중세는 비잔틴 로마의 전통을 지닌 동방 교회와 분리되어 서방 교회의 존통을 바탕에 둔 신학으로 발전하였다. 로마교회였던 서방교회를 제도적으로 조직화하여 계급적 교권을 만들었고, 세속권에 대한 지배를 확장시켜 교회를 세상의 제일 원리가 되게 했다. 이런 교권의 확장 가운데 가장 성공한 도시의 교회는 로마교회였다. 가장 영향력 있는 로마시를 중심으로 한 서방 교회는 시간이 지나감에 따라 신학을 천주교회의 수장인 교황의 시녀로 삼고 성경의 참된 가르침에서 멀어져 갔다. 로마교회의 신학이란 교황의 권위에 의한 강권의 신학으로 그 핵심은 미사(sacramentum)에 나타난다. 토마스 아퀴나스는 아리스토텔레스의 형상과 질료의 개념을 도입하여, 은혜의 주입 사상(gratia infusa)과 몸의변화(transubstantiatio)과 같은 중요한 서방교회 신학의 핵심 교리들을 만들어냈다. 신학의 철학화로 재생된 스콜라신학이 발생한 것이다.

### 종교 개혁시대의 신학 - 그리스도를 오직 믿음으로
부패한 서방교회를 개혁하려는 시도가 루터와 쯔빙글리에 의하여 시작되었다. 종교 개혁가들은 교황의 권위에 대항하여 오직 성경의 권위와 하느님의 은혜 그리고 오직 구원을 위하여 이신칭의를 주장하였다. 그리고 부쩌와 파렐 그리고 불링거와 칼빈 같은 개혁자들은 성경적 종교개혁 사상을 후대에 전달해 주었다. 종교개혁의 반동으로 위기에 처한 로마 가톨릭교회는 트리엔트 공의회(The Council of Trent, 1545-1563)를 통하여 신학적, 교회적 결속을 다지게 되었다. 특별히 로마교회가 종교개혁자들의 성경관과 해석에 대한 반대로 결정한 것은 성경 해석의 권리는 개인에게 있지 않고 추기경이나 주교들에게 있다는 것이다. 성경은 이해하기가 어렵기 때문에 권위 있는 자가 반드시 해석해야 한다는 것이다. 이에 반하여 개혁자들은 성경의 명료성을(the clarity of Scripture) 강조하였다. 기독교의 구원 진리에 관해 성경을 이해하는 데 있어서 누구에게나 분명하다는 것이다. 이 성경의 명료성은 성경은 “성경으로 해석해야 한다”(Scriptura sui ipsius interpres)라는 종교개혁자들의 새로운 성경 해석 원리를 사용하도록 했다. 이런 점에서 칼빈은 성경의 명료성을 근거로 자신의 신학적 성경 해석 방법을 형성하는 데 중요한 기반이 되었다. 칼빈은 자신의 독창적인 성경 해석 방법으로 간결성과 용이성(brevitas et facilitas)의 방법을 사용하여 독자들이 성경을 이해하는 데 큰 공헌을 하였다. 개혁자들은 로마 가톨릭교회의 잘못된 교리에 있어서는 하나였지만 중요한 신학적 해석의 차이를 보이기 시작했다. 그것이 바로 성찬례 해석에 관한 논쟁이었다. 루터와 쯔빙글리가 말버그 회의(Marburg Colloquy, 1529)에서 갈라짐으로써 루터파는 공재설을, 쯔빙글리는 기념설을 주장하였다. 앞서 두 견해의 중간에 위치한 칼빈은 영적 임재설을 주장함으로써, 개혁자들은 일치를 보지 못하고 서로가 마음의 상처가 깊어져 가고 있었다. 개혁의 후예들은 지역과 나라, 언어와 문화, 신학적 차이를 따라 루터파, 칼빈파, 재세례파로 구분되어 각자 입장이 첨예하게 대립되었다. 이 기간을 특히 개신교 정통주의 신학의 기간으로 부른다. 개혁자들의 후예들은 초기에 성경의 권위를 강조하고 기독교 교리의 순수성을 밝히려고 노력했으나, 차츰 자신들이 속한 교파의 울타리를 치고 경계심을 형성하기 시작했다. 이 당시 소위 말하는 정통신학은 단순한 성경의 진리를 파수하고 전파하기보다는 자신들이 만든 교리를 스콜라신학으로 만들기 시작하여 실제 성도들의 삶에 큰 도움을 주지 못했다. 이것이 성경 본문에 근거한 성경적 신학 탐구보다는 철학적 논리적 교리의 체계를 강화시켜 태동된 개신교 스콜라신학이었다. 바로 이때 지나친 교리로 인해 죽은 정통신학에 반기를 들었던 운동이 슈페너를 중심으로 한 경건주의였다. 이 운동은 딱딱한 교리보다는 실제적인 기독교의 삶을 강조하고 신앙의 실천을 강조하였다. 그러나 정통주의와 경건주의는 모두 장점이 있었지만 한 쪽 면만을 지나치게 강조한 결과 기독교의 진리와 본질을 현실의 문제와 맞추어 적절하게 조화로운 균형을 보여주지 못했다. 성경의 핵심으로 그리스도 예수를 믿음으로 구원의 이르는 길을 루터와 종교 개혁가들은 가르쳤다.

### 근대의 신학- 이성의 한계안에 있는 그리스도
르네상스의 열기는 식지 않고, 인간 이성의 중요성을 모든 면에서 인식시켜 주었다. 데카르트부터 시작하여 칸트에 이르기까지 철학의 영향으로 지성인들은 신 중심적 사고에서 벗어나 인간의 이성과 자율성에 최고의 심판권을 부여하기 시작하게 되었다. 그 결과로서 이성의 역할을 강조한 계몽주의의 영향으로 성경은 인간의 이성과 체험에 의하여, 즉 인간의 인식 한계 안에서 역사적이며 비평적으로 비판을 받게 되었다. 그리스도의 초월성과 창조주는 믿음으로 받아들여지지 않고 오직 이성의 한계속에서 예수 그리스도를 인정하였다.

### 자유주의 신학 - 종교성의 지도자로서 인간 예수
자유주의 신학과 현대신학의 뿌리는 여기서부터 시작되었다. 자유주의 신학의 중심적인 방법이란 기존의 정통적인 신학 방법을 파괴하고 인간의 이성, 감정, 체험이 중심이 되어서 어떤 기존의 틀에 얽매이지 않고 주관적으로 신학을 전개시키는 신학이다. 19세기 슐라이에르마허에 의해 시작된 자유주의 신학이 활개를 치면서 기존의 정통신학을 유명무실하게 만들었다. 자유주의 신학자들의 영향은 아직도 멈추지 않고 21세기까지 영향을 주고 있다. 정통주의에서는 자유주의 신학을 거부한다. 역사비평학을 통하여 역사적 예수의 연구에 관심을 가졌다.

### 현대 신학- 종교의 모델로서 인간적 그리스도
기독론의 새로운 부활은 칼 바르트였다. 칼 바르트의 출현으로 맹수와 같이 기독교의 신학을 휩쓸고 다녔던 자유주의 신학을 일시적으로 멈추게 할 수 있었다. 이런 점에서 바르트는 기독교의 신학사에 획기적인 전환점을 마련해 주었다. 그러나 바르트는 기존의 정통신학으로 들어오기에는 역사관, 성경관 등에서 문제점을 갖고 있었다. 불트만과 폴 틸리히 이후에 현대신학은 급진적으로 변화하기 시작했고 걷잡을 수 없는 신학의 자유로운 활동으로 심지어 사신신학까지 가게 되었다. 기독론 연구의 새로운 접근 판넨베르그의 아래로부터 기독론이 새로운 지평을 열었다. 그동안 위로부터 기독론이 주도한 연구에 새로운 관점을 주었다.

### 포스트모더니즘- 다원주의의 메시야관- 여러명의 그리스도
지난 200년간 너무나 많은 변화가 있었기 때문인지 신학을 사회와 인간, 문화와 환경, 그리고 생태에 조화시키려는 조용한 분위기가 있는 것 같다. 하지만 포스트모더니즘의 영향으로 신학은 규범적인 형태가 해체되어 다양한 형태의 상대적 주장을 담은 모든 것을 받아드리는 관용의 신학으로 변하고 있다. 그리스도는 신학의 중심, 역사의 중심이 아니라, 종교의 한 부분이며 신에 이르는 길로서 하나의 메시야이며 하나의 구원주이다. 종교다원주의 관점에서 그리스도를 본다.

## 기독론 연구방법론
[김영한 교수 나사렛 예수의 역사성과 진실 (1)]
기독론의 방법의 3가지는 다음과 같다.

### 고전적 기독론 방법
고전적으로 기독론은 ‘위로부터’ 아래로, 즉 신성에서 인성으로의 기독론이라고 할 수 있다. 이 기독론의 방법은 연역법적이다. 고전적 기독론의 역사적 맥을 살펴보면, 요한복음과 바울 서신들의 신약성서에서 발원하여 고대, 중세, 종교개혁, 개신교 정통주의를 거쳐 현대의 칼 바르트와 초기의 에밀 브룬너 등의 변증법적 신학자들에까지 이어져 내려온다. 이런 방법론으로 기독교의 복음, 즉 예수 그리스도 안에 나타난 하나님의 구원의 역사를 단도직입적으로 강력하게 선포함으로써 효과적으로 신앙의 응답을 불러일으킬 수 있으며, 불러일으켜 왔다는 점에서 높이 평가될 수 있다. 그러나 고전적 기독론은 다음 몇 가지의 문제점을 안고 있는 것으로 비판될 수 있다. 첫째, 우리는 ‘위에’ 계신 하나님을 오직 ‘아래에’ 역사 안에서 행하시는 하나님의 행동을 통해서만 알 수 있다. 위로부터의 기독론은 하나님의 입장에서만 가능하며 우리 인간의 입장에서는 불가능하다. 둘째, 육신을 입으신 로고스가 아닌 육신이 없는 로고스로서의 계시 이전의 하나님, 즉 숨어 계신 하나님은 단지 사변적인 하나님일 뿐이다. 따라서 고전적 기독론은 하나님의 본질적 존재를 인간의 역사적 현실과는 동떨어진 비역사적이고 숨어 계신 하나님으로 만듦으로써 하나님이 그리스도 안에서 우리에게 오신다는 것은 어떤 면에서 하나님의 본질적 존재와 삶의 모습이 아니며 신적 존엄성과 영광에 모순된다는 인상을 준다. 셋째, 따라서 그리스도의 온전한 인성의 개념을 확립하는 데 어려움이 있다. 판넨버그의 지적대로 특히 예수의 삶과 메시지를 이해하는데 결정적으로 중요한 그 당시의 유대주의와 전승사적 관련성이 여기서는 간과되기 쉽다. 넷째는 믿음의 본질과 내용에 대한 의문으로서, 케리그마와 믿음 속의 그리스도가 실제로 갈릴리와 유대 땅을 거닐었던 예수와 같은 사람인가 하는 의문이다. 역사적 현실에 대한 경험적인 근거에 확고하게 서 있지 못한 믿음은 주관적 환상이나 전통 속에 화석화되어 버린 교조주의적 도그마일 수 있다.

### 현대적 기독론 방법
현대의 기독론의 방법은 대체로 ‘아래로부터’ 위로, 즉 예수 그리스도의 인성에서 신성으로 나아가는 접근방식을 취한다. 이 방법은 귀납법적이다. 다시 말하면, 예수 그리스도의 신성을 연역적으로 전제하지 아니하고, 역사적 예수의 현실, 즉 그분의 삶, 사역, 죽음, 부활에 대한 역사적 탐구를 통하여 종국적으로 성육신 사건과 신성의 고백에까지 이르게 되는 과정을 고찰함과 아울러 그 신학적 의미와 타당성을 숙고한다. 귀납적인 기독론은 크게 두 가지의 근본적인 가정 위에 서있는데, 첫째는 인성과 신성 사이에는 연속성이 있으며 이 연속성 때문에 인성에서 신성으로 옮아가는 것이 가능하다는 가정이다. 두 번째로, 귀납법적 기독론 방법을 주장하는 사람들의 전반적인 관심을 복음서에 묘사된 인간 예수에게 모아졌는데, 이들은 역사의 예수 위에 기독론적 상부구조을 세우기 위한 기초인 하부구조로서의 나사렛 예수라는 인간의 역사적 모습을 복음서, 특히 공관복음서로부터 도출해 낼 수 있다고 가정하였다. 그런데 이러한 두 가지의 가정은 각각 다음과 같은 문제점으로 인하여 비판을 받고 있다. 첫 번째 가정은 위가 존재론적으로 아래에, 그리고 종교적 의미가 윤리적 의미에 종속되는 현상을 초래한다. 근본적으로 이미 역사 안에, 우리 안에 있는 것을 관념적으로 투사하여 확증하는 셈이 아닌가 하는 의심을 받게 된다. 두 번째 가정은 복음서 설화들의 형태에 대한 역사비평적 탐구의 결과, 이들 설화가 기독론 형성 이전의 예수에 대한 역사적 기록이라기보다는, 이미 예수 그리스도를 성육신하시고 부활하신 주님으로 고백하는 신앙 안에서 기록된 초대교회의 증언이라는 사실이 밝혀짐에 따라 그 근거를 잃게 되었다. 따라서 19세기의 신학자들이 찾아 그려보고자 했던 “역사적 예수”의 상은 성서의 설화들로부터 재구성해 내기 어려운 환상임을 알게 되었다. 예수의 이야기를 한다는 것은 처음부터 철두철미하게 기독론적이었다. 슈바이처에 의해 결정적으로 초래된 19세기의 역사적 예수의 탐구의 퇴조는 불트만의 양식사 비평으로 인한 성서의 사실성에 관한 심각한 회의주의로 인하여 더욱 가속화되었다. 20세기에 들어서면서 일시적으로나마 다시 전통적인 위로부터의 기독론이 득세하였다. 바르트의 변증법적 말씀의 신학과 불트만의 실존론적 성서해석은 위로부터 기독론의 절정을 보여 주었다. 그러나 20세기 중반부에 들어서서 케제만은 예수에 대한 믿음이 “예수가 누구였으며, 무엇을 행하셨는가?”에 대한 역사적인 연구의 바탕 위에 세워져야 할 필요성을 다시금 강조하였다. 후기의(변화된) 에밀 브룬너의 다음과 같은 표현은 아래로부터의 방법론을 잘 대변하고 있다. “예수 인식의 길은 인간 예수로부터 하나님의 아들과 하나님께 이른다.” 오늘날 아래로부터의 방법론에 따라 기독론을 전개하는 가장 대표적인 신학자는 판넨버그이다. 예수 그리스도의 현실에 관한 객관적인 역사적 증거들과 주관적인 믿음의 해석은 스킬레벡스의 해석학적 표현을 빌면 구원의 제공과 그리스도인의 응답이라는 상호연관성 안에서 하나의 통전적인 단일한 실재를 구성한다.

### 통합적, 통전적 기독론 방법
그러므로 바람직한 통전적인 기독론은 연역법과 귀납법을 상호배타적이고 모순적이 아니라 상호보완적인 관계 안에서 파악하며 양자를 비판적으로 통합하는 방법론에 의해 가능하다. 오늘날 기독론의 접근방식에 있어서 연역법적인 위로부터의 방법론은 부활의 주님으로서 오늘 교회의 설교 속에서, 그리고 개인의 삶과 역사의 현장 속에서 성령을 통하여 우리 가운데 임재하시는 신앙의 그리스도를 만나는 방식을 효과적으로 설명해 주고 그 길로 인도해 주는 방법론이라 할 수 있다. 반면에 귀납법적인 아래로부터의 방법론은 성서 안에 그려진 역사적 예수의 현실, 즉 나사렛에 오셔서 하나님 나라의 복음을 전파하고, 병고침과 이적을 행하고, 고난당하고 십자가에 죽음을 당하신 지상의 예수의 모습을 보다 잘 이해할 수 있게 해준다. 이 두 가지 기독론적 접근방법이 상호순환적으로 통합될 때, 올바르고 통전적인 기독론이 구성될 수 있다. 그러므로 위로부터냐 아래로부터냐, 연역법적이냐 귀납법적이냐 하는 양자택일의 강요는 그 자체가 잘못된 것이다. 이 둘은 상호배타적이 아니라 상호보완적인 관계성 안에서 조화롭게 종합되어야 한다. 그러나 이 두 가지 기독론적인 접근방법은 또한 “미래로부터”, 그리고 “바닥으로부터”의 방법에 의해 보완되어야 한다. 이는 예수 그리스도가 선포하고 실천했던 하나님 미래의 종말론적인 하나님 나라를 위한 변혁적 실천에 달려 있다고 하는 사실에 대한 깊은 인식으로 말미암는 실천적 기독론이다. 기독론적 과제는 미래의 인간 실존과 세상의 역사를 창조적으로 변혁시키고 구원하는 하나님의 역사에 실천적으로 동참하는 데 있다. 예수 그리스도를 아는 것은 단지 역사적 현실을 아는 것만도, 성육신 교리를 아는 것만도, 또한 그분의 은혜를 아는 것만도 아니다. 예수 그리스도를 믿고 아는 것은 그분의 뒤를 따르는 것이다. “위로부터”와 “아래로부터”의 방법론과 더불어, 가난하고 억눌린 자들을 위한 연대성으로부터 삶의 “바닥”에서 창조적인 변혁과 구원의 “미래를 향한” 실천적 행동과 헌신의 결단을 기독론의 출발점과 궁극적인 목표로 삼음으로써 우리는 온전하고 통전적인 기독론의 이론과 실천을 지향하여 나아갈 수 있다.

### 역사적 예수 탐구 방법
예수 그리스도의 실재역사성에 대한 연구이다. 슈트라우스(David Strauss)와 르낭(Ernest Renan) 예수가 삼위일체중 하나가 아닌 선한사람, 위대한 영적 교사로 묘사.
- 하르낙(Adolf von Harnack):복음서들이 예수의 초기생애에 대해 알려주지 않고 있기에 그의 전기를 구성할 수 없고 일반적 관찰로 예수의 기적을 부인했다. 또 예수의 메시지에 대해 자유주의 신학입장의고전적인 진술 을 했다.
- 티렐(Gregory Tyrrell) : "하르낙이 본 그리스도는 깊은 우물의 바닥에서 보이는 자유주의 개신교도 의 얼굴의 반영뿐이다."

다음에 두 저술이 자유주의 예수탐구의 종말을 가져왔다.
- 슈바이처(Albert Schweitzer) : [역사적 예수연구] 자유주의 탐구가들의 선입견을 지적하고 예수의 종말론적 모습을 예수안에서 발견한다. 그는 이 런 예수가 현대적인 한 사람으로 바뀌지 않아야 한다고 했다.
- 켈러(Martin Kahler) : [소위 역사적 예수와 역사적인 성경의 예수] 그는 역사적 예수는 비교적 영향력이 없지만, 신앙의 예수는 매우 중요한 영향력을 발휘하였다 며 복음뒤에 가려진 사건들보다 의미있는 역사위에 우리 믿음을 세우자고 했다.

그후 역사적 예수에 대한 연구는 감추어졌지만, 20C에 와서 불트만에 이은 에델베르트 슈타우퍼 (Ethelbert Stauffer)와 요아킴 예레미아스(Joachim Jeremias)에 이어 현재까지연구되고 있다.

## 구약과 그리스도
그리스도는 성부와 동일본질로서 창조사역에 함께 참여하셨다. 구약속에서 그리스도는 창조주, 구속주, 심판주로 나타났으며 친히 예수 그리스도가 직접 구약에 자신이 기록되어 있음을 주장하였다. 그리고 이 모든 기록과 사건들이 신약에서 성취되었다고 루가복음 24장: 44-48절에 주장하였다.
(이후 모두 공동번역에서 발췌)

### 그리스도가 언급한 모세의 율법과 예언서와 시편
예수 그리스도는 누가복음 24장: 44-48절에서 직접 언급하였다.
- 44절 예수 그리스도는 모세의 율법, 선지자들의 글과 시편에 자신을 가리켜 기록된 모든 것이 이루어져야 하리라고 하심을 말하였다.

- 46절 자신의 고난, 부활, 회개, 그리고 복음전파가  구약에 이미 기록되었다고 직접 주장하였다.

창세기와 그리스도
- 창세 1: 26, 삼위일체 하나님의 제 2위도 포함되어 나타난다, "우리 모습을 닮은 사람을 만들자! ... "
- 창세 2: , "동산 한가운데는 생명나무와  "
- 창세 3:15, "나는 너를 여자의 후손과 원수가 되게 하리라. 너는 그 발꿈치를 물려고 하다가 도리어 여자의 후손에게 머리를 밟히리라
- 창세 3: 21,  "가죽옷.." 그리스도의 피를 의미

- 창세 6-7, 마지막 종말의 심판주로서 예수 그리스도를 보여줌, 예수 그리스도 직접 언급함
- 창세 12: 3(축복의 근원), 창세 22: 18, 요한 8장 56절에서 인용됨 창세기 22: 18(씨), 이사악의 번제는 그리스도의 죽으심과 부활을 예표, 히 11장, 요한 8: 56절

시편과 그리스도
시편 22편
- 시편 22편 - 의인의 고난과 의인의 영광
- 시편 40편 강해 - 하나님의 뜻을 행하시는 그리스도
- 시편 69편 강해 - 수치와 성전을 향한 열심과 신원의 기도와 찬송, 성전을 향한 열심과 교회를 향한 열심
- 시편114  시편의 눈으로 본 출애굽사건 (시편114)  시편 가지는 출애굽 사건에 대해서 이렇게 묘사한다. “이스라엘이 이집트에서 나올 때 야곱의 집안이 야만족을 떠나올 때 유다는 그의 성소가 되고 이스라엘은 그의 영토가 되었다.”(1-2절). 왜 하필이면 출애굽 사건에 대해서 “유다는 그의 성소, 이스라엘은 그의 영토”라는 표현을 사용하고 있는 것일까? 시편 기자는 출애굽 사건을 예수 그리스도께서 오셔서 이루실 일에 대한 예표적 사건으로 증거하고 있기 때문이다. 보관됨 2017-09-26 - 웨이백 머신

선지자 이사야와 그리스도
- 고난의 종; 이사 53장- 고난의 메시아-세상 죄를 대속하신 그리스도

* 전능하신 하나님; 이사 9:6
“우리를 위하여 태어날 한 아기, 우리에게 주시는 아드님, 그 어깨에는 주권이 메어지겠고 그 이름은 탁월한 경륜가, 용사이신 하느님, 영원한 아버지, 평화의 왕이라 불릴 것입니다.” (이사 9:6,공동번역). 그리스도께서 초림하시기 오래 전에, 선지자 이사야는 이 말씀으로 이스라엘을 위로하였다. “전능하신 하느님”, 이 이름은
그리스도에게 알맞는 이름이다. 이 말씀은 단순히 이사야의 말이 아니다. 하나님의 영이 하신 말씀이다. 그리스도는 불가능한 것이 없으신 전능하신 하나님이시다.
- 창조주이신 그리스도 ; 이사 40:25~26  “"내가 누구의 모습이라도 닮았다는 말이냐? 내가 누구와 같다는 말이냐?" 거룩하신 이께서 말씀하신다. 눈을 들어 하늘을 쳐다보아라. 누가 저 별들을 창조하였느냐?...” (이사 40:25~26) 여기에 이사야가 언급한 창조주가 누구인가는, 같은 장에 있는 다른 구절들의 말씀에서 분명하게 알 수 있다. 이분 앞에는 “길을 닦아라”하고 말하는 자가 있다. 또 강한 팔을 가지고 오셔서 상 주시는 분이시며, 목자와 같이 양떼를 먹이시며, 어린 양을 품에 안으시는 분이시다. 그러므로 이분은 그리스도이다.[5]

### 구약성경 전체에 나타난 그리스도
구약성경은 예수 그리스도가 선재하신 하느님이며, 여러 구약의 여러 인물들은 신약의 그리스도를 예표하고 있다.
희생양이 되시는 사제, 예언자, 왕, 그리고 메시야로 나타난다.

### 그리스도의 선재성이란
예수 그리스도의 선재성(先在性)
1) 선재성의 의미
예수 그리스도께서 선재하셨다는 것은 육신을 입고 이 땅에 오시기 전부터 이미 계셨던 (선재하신) 영원하신 분이신 것을 의미한다 (창세 1:1; 요한 1:1). 예수 그리스도는 하늘에서 내려오신 분으로(요한 6:38), 아브라함보다 먼저 계신 분이시며(요한 8:58), 창세전부터 아버지 하느님과 함께 영광 가운데 계셨던 분이시다 (요한 17:5).
예수 그리스도는 만세 전부터 계신 하느님이시며 (미가 5:2), 영존하시는 아버지이시다(이사 9:6). 하느님의 아들이신 예수 그리스도는 영원하신 하느님으로서 ‘알파와 오메가’가 되시며, ‘처음과 나중’이 되시고, ‘시작과 끝’이 되신다 (묵시 1:8)
그리스도의 선재(先在; pre-existence) 교리는 그의 성육신 이전에 그리스도의 존재론적 또는 인격적 존재를 주장한다. 관련 성서 구절 중 하나는 요한의 복음서 1 장1~18이다. 삼위일체 해석에서 그리스도는 로고스 혹은 말씀이라고 불리는 선재적 신성을 가진 위격으로 동일시 되었다. 이 교리는 요한의 복음서 17장 5 절에서도 예수님이 이별 담화 중에 "세상이 있기 전에"아버지와 함께했던 영광을 언급 할 때 반복된다. [1] 요한의 복음서 17 장 24 절은 또한 "세상의 기초가 놓이기 전에" 성부 하느님이 성자 예수 그리스도를 사랑하였다고 기록한다. 삼위일체설에 있어서는 그리스도의 선재가 그리스도의 영원성과 신성의 핵심이다. 오리게네스는 성자의 영원성을 주장하였다.
2) 선재성에 대한 성경의 증거
(1) 구약성경에 증거된 그리스도
- 구약에 나타난 여러 사건을 통해 볼 때 예수 그리스도는 성육신 전부터 선재하셨음을 알 수 있다.
- 구약에서 그리스도는 여러 사람에게 다양한 모습으로 나타나셨다.

(2) 신약성경에 증거된 그리스도
- 신약에서 예수 그리스도께서 이미 이 땅에 오셨음에도 불구하고 그 이전에 선재하셨음을 증거하고 있다.

(3) 선재하신 그리스도의 창조 사역
- 예수님께서는 창세 전부터 아버지 하느님과 함께 계셨다.
  - 선재하신 그리스도는 하느님 창조역사에 동참하셨다
- 성경에는 선재하신 예수 그리스도의 창조 역사에 대한 여러 증언이 있다.[7]

#### 구약과 그리스도의 성품과 예표
- 선재 -시편 2:7 성취 요 8:58,  탄생 이사 7:14-자신이 인정 요한 20: 28,29
- 예표

아담-로마 5:14, 첫 사람으로 불순종으로 사망했지만 제 2의 아담이신 그리스도는 성부의 말씀에 순종하여 죽음의 권세를 깨고 생명을 주는 분임을 보여주었다.
아벨-히브 12:24, 죄없는 그리스도의 희생의 모습을 보여준다.
모세- 신명 18: 15, 대선지자로서 말씀이신 하나님을 예표한다.
유월절 –1고린 5:7, 만나-요한 6: 32, 대제사장로 구속의 주
놋뱀-요한 3:14 대제사장로 구원의 주

### 구약에서 구세주로서 예언된 그리스도
a. 여자의 후손으로(창세3:15)
 b. 셈의 후손으로(창세9:26)
 c. 아브라함의 자손으로(창세12:3)
 d. 야곱의 혈통에서(민수24:17-19)
 e. 동정녀 탄생에 대하여(판관7:14)
 f. 다윗의 혈통에서(예레23:15)
 g. 탄생의 시기를 예언(다니9:25,26)
 h. 탄생의 장소를 예언(미가 5:2)

### 그리스도 자신은 구약 성경을 어떻게 보셨는가
그리스도는 구약 성경을 어떻게 보셨는가?
 1) 구약성경은 전체가 유기적이며 통일성을 가지고 있고, 모든 부분이 일치를 이룬다.
  "....그러나 그렇게 한다면 이런 일이 반드시 일어나리라고 한 성서의 말씀이 어떻게 이루어지겠느냐?".... "그러나 이 모든 것은 예언자들이 기록한 말씀을 이루려고 일어난 것이다."(마태 26:54,56)
  "그리고 그들에게 "내가 전에 너희와 함께 있을 때에도 말했거니와 모세의 율법과 예언서와 시편에 나를 두고 한 말씀은 반드시 다 이루어져야 한다." 하시고..." (루가 24:44)
 2) 그리스도는 구약을 완성시키러 오셨으며, 구약의 예언은 일 점 일획이라도 폐지되지 않고 다 이루어질 것이다.
  "내가 율법이나 예언서의 말씀을 없애러 온 줄로 생각하지 마라. 없애러 온 것이 아니라 오히려 완성하러 왔다. 분명히 말해 두는데, 천지가 없어지는 일이 있더라도 율법은 일 점 일 획도 없어지지 않고 다 이루어질 것이다."(마태 5:17-18)
  "...성경 말씀은 영원히 참되시다."(요한 10:35)
 3) 구약 성경은 절대 진리이며 순종되어야 한다.
  "예수께서는 "성서에 '사람이 빵으로만 사는 것이 아니라 하느님의 입에서 나오는 모든 말씀으로 살리라.' 하지 않았느냐?" 하고 대답하셨다.(마태 4:4-신명 8:3 인용)
  "예수께서는 "'주님이신 너의 하느님을 떠보지 말라.'는 말씀도 성서에 있다." 하고 대답하셨다."(마 4:7)
  "그러자 예수께서는 "사탄아, 물러가라! 성서에 '주님이신 너희 하느님을 경배하고 그분만을 섬겨라.' 하시지 않았느냐?" 하고 대답하셨다." (마 4:10)
 4) 지금 우리가 가지고 있는 구약 성경을 정경으로 인정하셨다.
  "모세와 시편과 예언자들이 말한 바..."(루가 24:44)
 5) 예수께서 친히 가르치신 내용도 구약 성경이었다.
  예수 당시에는 신약 성경이 기록되어 있지 않았기 때문에, 성경이라고 언급된 말음 모두 구약 성경을 의미한다.
2. 구약 성경은 그리스도에 대해 어떻게 말하고 있는가?
 1) 모세 오경은 그리스도에 대해 증언하고 있다
  "모세가 기록한 것은 바로 나에게 관한 것이기 때문이다."(요한 5:46)
 2) 시편이 그리스도에 대해 증거하고 있다.
  "다윗이 그리스도를 주님이라고 불렀는데..."(마태 22:45)
 3) 예언서가 그리스도를 증거하고 있다.
  "거기에서 사람의 아들에 대하여 예언자들이 기록한 모든 일이 이루어질 것이다."(루가 18:31)
 4) 구약 성경 전체가 그리스도에 대해 증거하고 있다.
  "그 때에 예수께서 "너희는 어리석기도 하다! 예언자들이 말한 모든 것을 그렇게도 믿기가 어려우냐? 그리스도는 영광을 차지하기 전에 그런 고난을 겪어야 하는 것이 아니냐?"흐 하시며 모세의 율법서와 모든 예언서를 비롯하여 성서 전체에서 당신에 관한 기사드를 들어 설명해주셨다."(루가 24:25-27)
  "그리고 그들에게 "내가 전에 너희와 함께 있을 때에도 말했거니와 모세의 율법과 예언서와 시편에 나를 두고 한 말씀은 반드시 다 이루어져야 한다." 하시고....성서의 기록을 보면..."(루가 24:44-46)
  "그 성서는 바로 나를 증언하고 있다."(요한 5:39)
 5) 구약 성경이 증거 하는 그리스도
  가. 아담에게 약속된 메시야(그리스도)(창세 3;15)
  나. 아브라함과 유다의 후손으로 오실 메시아(그리스도)"(창세 22:18, 49:10)
  다. 출생에 대한 예고
  * 이사야가 본 아기 그리스도(사 7:14)
  - 기묘자(기이하게 탄생하심(성령과 동정녀 탄생))
  - 모사(지혜와 지식이 가득하신 분)
  - 전능하신 하느님(예수님의 신성)
  - 영존 하시는 아버지(성부 하느님과 동일함)
  - 평화의 왕(하느님과 인류에게 평화를 주시는 왕)
  * "다윗의 자손"(사 11:1)
  " 이새의 줄기에서 한 싹이 나며 그 뿌리에서 한 가지가 나서 결실할 것이요.."..
  * 그리스도가 태어나실 곳: 베들레헴(미가 5:2, 마태 2;6)
  * 동방 박사의 경배 예고(이사 60:3, 마태 2;11)
  * 예수 탄생 시 헤로데가 아이들을 살해할 것을 예고함"(예레 31:15, 마태 2:17-18).
  * 이집트로 피난할 것을 예고함(호세 11;1, 마태 2;15)
  라, 그리스도의 사역에 대한 예고
  * "예수님의 온유하심과 관용에 대한 묘사"(이사 42:2, 마태 11:29)
  * "예수님의 사역에 대한 예고"(이사 61:1-3, 루가 4:16-21)
  * "나귀 타고 예루살렘에 입성할 것을 예고함"(즈가 9:9, 마르 10;16)
  * "온 세상을 비추는 빛이 되실 그리스도"(요1 2;28)
  마. 그리스도의 수난과 죽음에 대한 예고
  * "고난 당하시는 그리스도"(이사 53장)
  * "그리스도의 죽음 예고"(다니 9:26)
  * "유다의 배신 예고"(시편 41:9)
  * "은 30냥이 토기장이에게 던져질 것을 예고"(11;12-13, 예레 19장, 마태 27:3-10)
  * "예수가 죽게 되자 제자들이 흩어질 것을 예고함"(즈가 13:7, 마태 26:31,56)
  * "매를 맞고 침을 뱉고, 수족이 찔릴 것을 예고"(이사 50:6, 마태 26:67, 시편 22:16)
  * "옷을 제비뽑고 목말라 신포도주 마실 것 예고"(시편 69:21, 요한 19:28-29)
  * "엘리엘리라마 사박다니"(시편 21;1, 마태 27:46)
  * "뼈가 꺾이지 않을 것, 부자의 묘에 장사될 것
    (출애 12:46, 시편 34:20, 즈가 12:10, 이사 53:9, 마태 27:60)
  바. 그리스도의 부활에 대한 예고
  * "예수의 부활 예고"(시편 16:10-11, 이사 53:10-11)
  사. 그리스도의 재림 예고
  * "아담의 7대 손 에녹이 그리스도의 재림을 증거함"(유 14절)
  * "욥의 증거"(욥 19:25-26)
  * "즈가리야가 본 그리스도의 재림"(즈가 14:4-9)
 * 이 주제에 대한 참고 문헌
1. "구약 속의 그리스도", 에드워드 뵐 저, 권호덕 역, 한국 로고스연구원
2. "성경에 계시된 그리스도", A.M. 하킨 저, 김광택 역, 생명의 말씀사

## 신약성경과 그리스도
바울로는 “예수 그리스도”, “우리 주 예수 그리스도”라고 즐겨 부름으로써 그리스도를 직분명칭으로가 아니라 고유명칭으로 사용하였다. 바울로의 기독론은 그리스도의 인성과 신성을 결합한 통전적인 기독론이라 할 수 있다. 나아가서 바울로는 예수 그리스도의 주님 되심을 단지 자신의 개인의 주님이 아니라 온 우주의 주님으로 고백함으로써, 우주적 기독론의 근거를 제공하고 있다. 바울로의 기독론이 비교적 신뢰할 만한 역사적 사실들에 기초하고 있다는 사실을 보여 준다. 하지만 바울로의 기독론의 근간을 구성하는 것은 순수한 역사적 사실들이라기보다는 그의 신학적 사고구조 속에서 해석된 역사들이다. 비의도적이고 불가피한 상황에서 새로운 신앙 공동체를 시작한 기독교의 예수에 대한 신앙고백적 해석을 유대적 기독론이라 할 수 있는데 그 대표적인 책들은 공관복음서이다. 신약성서의 그리스적 기독론은 요한의 기독론에 의해 대표된다. 그의 사상은 영과 육, 정신과 물질을 상호배타적으로 이해하는 헬레니즘이나 영지주의의 이원론과는 대조적인 요한 자신의 독특한 기독교적 사상이다. 요한복음은 공관복음과 유사점보다는 차이점들이 더 두드러진다.
신약성서 안에는 다양한 기독론적 은유들과 상들과 명칭들과 접근방식들이 나타난다. 바울로의 둘째 아담론, 공관복음의 하느님 나라를 실현시킬 메시야(그리스도)로서의 예수론, 특히 마르코의 이적 행위자로서의 예수 그리스도상과 마태오의 율법의 완성자로서의 예수 그리스도, 요한의 영생을 가져오는 선재 로고스 기독론, 히브리서의 대사제 기독론, 에페소서의 우주적 화해자 기독론, 요한 묵시록의 영광의 어린 양 기독론 등이 대표적인 예들이다. 이러한 은유와 개념과 칭호들은 서로 쉽사리 조화되기 어려운 점들이 있다. 그러나 그럼에도 불구하고 그 중에 어느 하나만 옳고 다른 것은 그르거나 하는 것이 아니며, 따라서 어느 하나만 규범적인 것으로 받아들이고 다른 것들은 버리는 것은 바람직하지 않다. 오히려 이러한 다양성과 다원성은 예수 그리스도라는 하나의 주제에 대한 보다 풍요한 인식과 이해를 가능하게 해준다.

## 그리스도의 명칭
명칭의 내용은 그리스도가 어떤 분인가를 설명한다.

### 그리스도의 명칭들
- 예수
- 그리스도
- 사람의 아들
- 하나님의 아들
- 주 (기독교)
  - 참고 문헌

## 그리스도의 본성
그는 하느님이시며 인간이라는 두 본성을 가진다. 그는 신성과 인성을 가지신다.

### 그리스도의 신성
니케아 공의회(AD 325년)에서 교회는 아리우스파 이단에 반대하여 예수님은 영원히 나시었고 피조되지 않으셨다는 것과 그의 신성이 성부 하느님과 ‘동질’(헬 : homousios)이시라는 것을 선언하였다. 이 확정은 삼위일체 하느님의 제2위(位)는 성부 하느님과 동일한 본질이심을 선언하고 있다. 즉 그리스도의 본체는 곧 하느님의 본체와 동일하시다는 것이다. 그리스도는 단순히 하느님과 ‘유사’(헬 : homoiusios)한 분이 아니라 그 자신이 바로 하느님이시다.

### 그리스도의 인성
복음서에 나타난 예수님은 정상적인 인간의 육체적 한계를 나타내고 있다. 즉 그는 피곤을 느끼시고(요한 4:6), 갈증(마태 11:19, 요한 19:28)과 배고픔(마태 4:2, 마태 21:18)을 느끼기도 하셨다. 십자가를 지실 때 채찍과 가시관, 못 박힘과 죽으심(요 19:34)을 통하여 실로 우리가 당할 수 있는 모든 육체적 고통을 그대로 다 당하셨다.

## 그리스도의 사역[12]

### 그리스도의 사역에 대한 기초지식
- 예수께서 공생애 기간동안 예언적이고 계시적인 기능을 하신것에 대하여 알아본다.
- 예수님의 왕되심과 그의 다스리심에 대해서 알아본다.
- 그리스도의 모든 신자들에 대한 제사장적 역할 즉, 화평케 하고 하나님과 교제케 하는 역할에 대해서 알아본다.
- 그리스도의 굴욕당하시는 사역, 즉, 성육신, 십자가의 죽음, 음부에 내려가심에 대해서 알아본다.
- 그리스도께서 고귀하게 되시는 사역, 즉, 부활, 승천, 아버지의 오른편에 앉으심, 재림에 대해서 알아본다.

### 속죄에 대한 다양한 이론들
- 그리스도의 속죄의 예와 중요성에 대해서 알아본다.
- 신자가 알아야 할 속죄의 이해와 의미에 대해서 알아본다.
- 5가지 속죄이론들에 대해서 알아본다.
- 5가지 이론들을 비교하여 대조하여 보고, 무엇이 가장 적합한 이론인지 알아본다.

## 기독론의 역사
기독론의 역사는 교부들로 부터 시작하여 현대 신학자들까지 이단과 논쟁을 통하여 발전해 왔다.
- 교부들 - 로고스 기독론을 강조하기 시작했다.

- 니케아 공의회 - 아리우스의 성자 종속론을 이단으로 정죄하고 아타나시우스가 주장한 아들의 신성, 즉 아버지와 동일 본질(homoousios, consubstantialem Patri, όμοουσιον τω πατρι, 아버지와 동질)을 결의하였다.

- 네스토리우스파(이단) - 그리스도안에 두 본성(natures)을 말하는데, 신성과 인성의 본질적인 특성은 영원부터 구별되었다고 한다.

- 유티게우스주의 - 신성과 인성의 혼합으로 보았다.

- 칼케돈 공의회 - duae naturae, una persona- 이성 일 인격(신인 이성 일 인격)을 강조하였다. 그리스도의 두 본성은 in duablus naturis inconfuse, immutabiliter, indivise, inseperabibliter, 앞의 두 개의 단어는 Eutychianism에 반대하며, 뒤에 두 개는 Nestorianism에 반대이다.

- 중세 - 정통적인 그리스도론에 구속론적인 기독론을 첨가하였다.

- 루터 - 죄를 속죄하는 그리스도에 신학의 중심을 두었고, ‘유한은 무한을 포용할 수 있다’(Finitum capax infiniti)는 사상으로 무한이 유한과 한 인격 안에 통일되어 있음을 강조하며, 속성의 교류 교리를 발전되었다.

- 칼빈 - 그리스도의 삼중직을 주장하고 구속주 되신 하느님으로서 신성과 인성에 대한 주장이 칼세톤 신조를 따르고 있다. 승천한 후의 그리스도에 대한 이해는 ‘유한은 무한을 포용할 수 없다’(finitum non possit capere infinitum)는 사상이다.

- 현대 - 교회론의 여러 문제와 결부되어 취급되었고, 역사적 예수에 관심을 가졌다. 현대인을 의식하여 실존주의적 해석을 시도하고 있다.

- 슐라이에르마허 - 절대적으로 완전한 신 의식의 소유자이다. 그리스도가 신성과 인성을 갖는 것을 부인하고, 신성 대신 신 의식이란 표현을 사용한다. 그리스도의 속성의 교환을 부인한다. 니케아 신경과 칼케돈 신경을 부인한다. ‘아래로 부터’(from below) 기독론을 주장한다. 그는 예수의 영원한 출생과 신적 로고스(영원한 하느님의 아들) 교리가 아니라, 신 의식의 인간 예수로부터 기독론을 시작한다.

- 리츨 - 그리스도의 인격보다는 사역에 강조를 두어 신격화 한다.

- 바르트 - 기독론을 신학의 중심으로 본다. 요한복음 1장 12절, “말씀이 사람이 되었다”(Verbum caro factum est, ο λογος σαρξ εγενετο). 하느님의 계시를 받음으로 예수가 그리스도(중보자)로 됨. 하느님의 계시가 그리스도라 본다. 그러나 박윤선 박사에 따르면, 바르트는 역사적 예수와 그리스도를 분리시킨다.

- 브루너 - 하느님과 인간이 만나는 점이 예수 그리스도이다. 동정녀 탄생을 부인하며, 역사적 예수를 부인하고, 대속을 부인하고, 육체의 부활을 부인한다.

- 폴 틸리히 – 예수의 신성을 부정하고, 하느님으로부터 소외된 사람들을 용해시키는 새 존재(New Being)라 한다.

- 해방신학자들 – 사람들을 억압에서부터 해방하는 분으로 본다.

- 칼 라너 - 안셈의 보상 속죄론을 반대하며, 십자가(성례적인 인과관계)는 하느님의 은혜를 온 세상에 선포한 보편적인 사건으로, 보편적인 구원의 효과를 지닌다고 주장하며, 제한 속죄를 부인한다. 교회 밖과 다른 종교에도 구원의 가능성이 있다는 쪽으로 변형시켰다. 비 기독교인들도 하느님의 은혜를 입어 하느님만 아시는 비밀스러운 방법에 의해 그리스도와 연합하여 구원을 얻게 된다고 한다. 이것이 익명의 그리스도인이다.

- 히크 - 예수는 구원을 위한 접촉점(the saving point of contact)이란 의미에서 하느님의 아들이다. 문자적으로 이해하지 않고, 신화적이고, 사실적이 아닌 의미로 이해하라고 말한다. 예수 그리스도만이 유일한 신인임을 부정한다. 타종교들도 신과의 접촉점을 갖고 있으며, 예수님과 유사한 역할을 담당하는 타종교의 인물들을 통하여 구원이 있다고 주장한다. 이것이 종교 다원주의이다.

- 뉴비긴 - 그리스도만이 구원을 준다고 하면서, 비 기독교인들도 우리가 알 수 없는 방법으로 구원을 받을 수 있다고 생각한다. 그 경우에도 기독교가 아닌 타종교를 통해 구원이 이루어지지 않는다고 한다.

## 그리스도의 이성

### 칼세돈 공의회(451년 10월 8일부터 11월 1일)
- 중요 내용:

One and the Same Christ, Son, Lord, Only-begotten; acknowledged in Two Natures unconfusedly, unchangeably, indivisibly, inseparably
"그는 두 가지 성질(nature)로 인식되는 바, 혼돈 없이(without confusion), 변화 없이(without change), 구분 없이(without division), 분리 없이(without separation) 계신 분이며, "칼케돈 공의회

### 니케아 신경325년제1차 니케아 공의회
- And in one Lord Jesus Christ,

the Son of God,
begotten of the Father [the only-begotten;
that is, of the essence of the Father,
God of God], Light of Light, very God of very God, begotten, not made,
being of one substance with the Father;
- 그리고 우리는 한 분이신 주 예수 그리스도를 믿는다.

그분은 하느님의 외아들이시며,
아버지에게서 나셨으며,
곧 아버지의 본질에서 나셨다.
하느님에게서 나신 하느님이시며,
아버지와 본질에서 같으시다.

### 381년니케아-콘스탄티노폴리스 신경
변경된 내용들
1. Et in unum Dóminum Iesum Christum, Fílium Dei Unigénitum, et ex Patre natum ante ómnia sæcula. Deum de Deo, lumen de lúmine, Deum verum de Deo vero, génitum, non factum, consubstantiálem Patri: per quem ómnia facta sunt.
'Deum de Deo'는 '하느님에게서 나신 하느님'이란 뜻으로, 본래 325년 니케아 신경에 있던 구절을 되살려 놓은 것이므로 문제가 되지 않았다. 그리스어 원문이 니케아 신경에 있는 이 부분을 삭제한 것은 바로 뒤에 등장하는 'Deum verum de Deo vero(참 하느님에게서 나신 참 하느님)'과 의미가 중복되기 때문인 것으로 여겨졌다.
2. Et in Spíritum Sanctum, Dóminum et vivificántem: qui ex Patre Filióqueprocédit.
Filióque(필리오케)'란 '성자에게서'라는 뜻으로 이 단어의 삽입으로 해당 문장은 '성령이 성부에게서 뿐만 아니라 성자에게서도 나신다'는 뜻이 된다. 'Filióque'는 589년 제3차 톨레도 시노드에서 처음 삽입되어 라틴 교회에 널리 퍼져 암송되기 시작한 후 동방 교회의 반발을 샀는데 이것이 유명한 필리오케 논쟁이다. 교의상의 문제가 없다는 이유에서 교황 베네딕토 8세는 1013년 'Filióque'가 삽입된 니케아-콘스탄티노폴리스 신경을 최종 승인하였으며, 이는 동·서방 교회가 서로를 파문하는 한 요인이 되었다. 그 후 로마 가톨릭교회에서 갈라진 성공회를 비롯한 프로테스탄트 교파에서도 'Filióque'가 들어간 신경을 사용하고 있다.

### 이성의 필요성
그리스도의 이성(二性)의 필요성 보관됨 2017-11-07 - 웨이백 머신
```
예수 그리스도 안에서의 신성과 인성의 한 인격적 연합은 하느님과 사람 사이에 유일한 구원중보자가 되기 위한 자격요건이다. 신인(神人)이 되신 예수님은 인간을 죄와 사망과 마귀의 권세에서 구원하시며, 또한 백성의 죄를 구속하기 위한 대제사장이 되시며, 연약한 인간들을 도우신다.
```

  예수 그리스도의 일인격성(一人格性)
예수 그리스도는 신성(神性)과 인성(人性)을 가지고 계시지만, 한 인격, 즉 한 분이시다. 웨스트민스터 소요리문답 제21문답, “그는 하느님의 영원하신 아들로서 사람이 되셨고, 그래서 두 구별된 본질(성, nature)에 있어서 하느님과 사람이시며 한 인격이셨고, 영원히 계속 그러하십니다.” 인격(person)은 지식과 감정과 의지를 가진 행동 주체를 가리킨다. 그러나 지정의(知情意)의 특질 자체는 인격에 속한다기보다 성(nature)에 속한다고 본다.

## 기독론의 오류들
그리스도의 신성과 인성에 대한 관계를 바르게 이해하지 못한 못한 이단들이 많았다.

### 예수 그리스도의 인격에 대해 여러 가지의 오해들[16][17]
- 에비온파(Ebionites)와 알로기파(Alogi) 그리스도의 신성을 부인

에비온파와 알로기파는, 예수가 요셉과 마리아의 아들로서 단순히 사람이었고, 그가 세례 받을 때 그리스도께서 그에게 내려오셔서 그에게 메시야 의식을 주셨으나, 그가 십자가에 죽었을 때 그리스도께서는 그를 떠나셨다고 주장했다. 이러한 주장은 예수와 그리스도를 분리시킴으로써 예수께서 하느님이심을 부정하는 것이며 또 예수 그리스도께서 한 분이심을 부정하는 것이다. 결국, 예수 그리스도의 성육신(成肉身)(요한 1:14)을 부정하는 것이다. 그러나 요한복음 1:14는 분명히 “말씀이 사람이 되셨다”고 증거한다.
- 가현설(Docetism)영지주의의 영향으로 그리스도의 참된 인간성을 부인

도케테파 혹은 가현설(假現說)은 그노시스주의자들(Gnostics), 게린더스(100년경), 말시온, 사벨리우스파 등의 생각으로서, 위의 견해와 비슷하지만, 그리스도의 신성(神性)의 입장에서, 예수는 요셉과 마리아의 아들로서 단순히 사람이었고 신적 그리스도께서 그의 세례 받을 때 내려 오셨다가 십자가에서 그를 떠나셨다. 그러므로 그리스도의 인성은 하나의 환영(幻影, phantasm)에 불과했다는 것이다. 이러한 생각도 역시 예수와 그리스도를 분리시킴으로써 그리스도께서 참사람이심을 부정하는 것이며 예수 그리스도께서 한 인격이심도 부정하는 것이다. 결국, 예수 그리스도의 성육신을 부정하는 것이다. 그러나 성경은 말씀이 사람이 되셨음을 분명히 증거하고(요한 1:14) 또 예수 그리스도께서 육체로 오신 것을 고백하지 않는 영은 적그리스도의 영이라고 말했다(요1 4:2, 3; 요2 7).
- 사벨리안(Salbellians) - 성부의 한 형태가 나타난 분이 그리스도라 한다.
- 아리우스파(Arianism)그리스도를 창조된 피조물로 봄, 로고스의 본질은 피조적인 것

아리우스(250-336년경)는 육신이 되신 ‘말씀’(요 1:14)이 하느님이 아니시며 사람보다 나은 첫 피조물, 즉 하느님도 아니고 사람도 아닌 반신반인(半神半人)이라고 주장하였다. 초대 교부 오리게네스는, 그리스도께서 스스로 하느님이 아니시며 영원 전에 하느님께로서 나신 하느님이시며 그의 본질이 하느님 아버지께 종속되어 있다고 보았는데, 아리우스는 오리게네스의 이런 견해에서 한걸음 더 나아간 것이었다. 결국, 아리우스는 예수 그리스도의 참되고 완전한 신성(神性)을 부정한 것이었다. 그러나 성경은 예수 그리스도를 ‘참 하느님’(요1 5:20)이시요 ‘크신 하느님’(디도 2:13)이라고 증거했다.
아리우스는 아타나시우스의 반박을 받았다. 아타나시우스는 예수께서 아버지 하느님과 동일한 본질이심을 주장했다. 주후 321년 니케아에서의 세계 종교회의는 예수 그리스도께서 하느님과 동일한 본질이시라(호모우시오스)는 사상을 바른 견해로 선언하였다. 성경이 풍성히 증거하는 예수 그리스도의 참된 신성은 그 외의 혹은 그 이하의 어떤 말로 표현될 수 없었기 때문이다.
한편, 중도적 입장을 취했던 반(半)아리우스파는 예수 그리스도께서 하느님과 비슷한 본질이시라(호모이우시오스)고 주장했다. 비록 호모이우시오스라는 말이 호모우시오스와 이 ι자 하나만 다른 말이지만, 그러나 그 말은 예수 그리스도의 참된 신성을 표현하지 못한다. 즉 반(半)아리우스파도 예수 그리스도의 참되고 완전한 신성을 부정하기는 마찬가지이었다. 그러나 예수 그리스도의 신성은 성경이 명백히 증거하는 기본적 진리이다.
- 아폴리내리우스파(Apollinarianism) 신적 로고스는 영의 자리를 취하였다고 주장

아폴리내리우스(310-390년경)는 사람이 영과 혼과 몸의 3실체로 구성되었다고 보고, 예수 그리스도께서 성육신하실 때 신적인 ‘말씀’이 사람의 영의 자리에 들어오셨고 단지 사람의 본질 중 혼과 몸만을 취하셨다고 보았다. 그러나 이것은 결국 예수 그리스도께서 완전한 사람이심을 부정한 것이었다. 그러나 앞에서 살펴본 바대로, 성경은 예수께서 참사람이심을 밝히 증거한다.
- 네스토리우스파(Nestorianism) 그리스도의 이성의 참된 통일성을 부정

네스토리우스(451년경 사망)는 신적 ‘말씀’이 인성과 한 인격체로 유기적 결합을 하신 것이 아니고 단지 사람 속에 거하셨다고 주장했다. 즉 예수 그리스도의 신성과 인성의 연합이, 비록 정도에 있어서는 다르지만, 그리스도인들 속에 성령께서 내주(內住)하심과 비슷하였다는 말이다. 네스토리우스는 예수 그리스도의 신성과 인성을 두 인격 곧 ‘사람 안에 계신 하느님’으로 이해한 것이다. 그러나 이러한 주장은 예수 그리스도께서 한 인격이심을 부정하는 것이요 또 참된 성육신을 부정하는 것이다. 성경은 예수 그리스도께서 한 인격이심을 밝히 증거한다.
- 유티커스파(Eutychianism) 이성을 인적도 신적도 아닌 제 3의 성질로 혼합

유티커스(378-454년경)는 예수 그리스도께서 성육신하심으로 신성과 인성이 하나로 혼합된 제3의 본질 혹은 성(性)이 되셨으며, 이 때 인성이 신성에 압도되지만 동시에 신성도 이전과 같지 않았다고 보았다. 이 견해는 ‘일성설’(一性說, monophysitism)이라고 불린다. 이러한 견해는 예수 그리스도의 신성과 인성의 구별을 부정한 것이다. 그러나 신성과 인성의 구별은 성경의 기본 진리이다. 루터파의 기독론이 유티커스파와 조금 가깝다.
- 자세한 참고를 위하여

아리안주의(Arianism)
유니테리어니즘
영지주의(Gnosticism)
가현설(假現說) 또는 도케티즘(Docetism)
유티키안주의Eutychianism
네스토리안(Nestorianism)

## 참고 문헌
- 안명준, 한눈에 보는 성경조직신학 (서울: 도서출판 기쁜날, 2014)

## 같이 보기
- 조직신학
- 예수의 역사성에 대한 자료들
- 말씀의 성육신 교리
- 신약 속 예수의 삶
- 예수
- 그리스도
- 그리스도론
- 역사적 예수
- 양성론
- 예수의 세례
- 그리스도 신화론
- 예수의 연대기
- 자세한 기독교 연표
- 복음서 합본
- 역사적 예수
- 기독교 속 예수
- 미술 속 그리스도의 삶
- 예수의 공생애
- 성경의 연표
- 예수 관련 신약 장소
- 오스카 쿨만

## 관련 주제들
- Catholic spirituality
- Chalcedonian Definition
- Christian views of Jesus
- Council of Chalcedon
- Council of Ephesus
- Dyophysitism
- Great Church
- Mariology
- Miaphysitism
- Monophysitism
- Names and titles of Jesus in the New Testament
- New Testament view on Jesus' life
- Religious perspectives on Jesus
- Patriology (Christianity)
- Pneumatology (Christianity)
- Scholastic Lutheran Christology
- Third Council of Constantinople